# Восточная Лица
Восточная Лица — река в Мурманской области, впадает в Баренцево море в 200 км восточнее Мурманска. Длина — 220 км, площадь бассейна — 1700 км². Средний расход — 29,9 м³/с. Берёт начало в 50 км к востоку от Ловозеро. На реке имеется водопад.
В реку заходит сёмга, которая ловится на участке до водопада. Лососей в Восточную Лицу привлекают удобные ямы с валунами на дне. Рыбаки приезжают на реку ловить сёмгу, имеется некоторая минимальная инфраструктура для их пребывания.